# David Liffiton
David Liffiton, född 18 oktober 1984 i Windsor, Ontario, är en kanadensisk tidigare professionell ishockeyspelare.

## Spelarkarriär
Liffiton inledde sin juniorkarriär med Aylmer Blues i OHA-B innan han draftades i den 16:e rundan, som 326:e spelare totalt, i Ontario Hockey League Priority Selection år 2000 av Plymouth Whalers. Liffiton anslöt till Whalers säsongen 2001-02, och utvecklades som en fysisk defensiv back, gjorde Liffiton sin statistiskt sett bästa säsong 2002-03 med fem mål och 16 poäng på 64 matcher för att hjälpa Whalers nå Western Conference-finalen mot Kitchener Rangers. Han draftades sedan som 63:e spelare totalt i NHL Entry Draft 2003 av Colorado Avalanche. Under sitt sista år med Plymouth 2003-04 trejdades Liffitons NHL-rättigheter, tillsammans med Chris McAllister, till New York Rangers i utbyte mot Matthew Barnaby och en ett tredje omgångens draftval i 2004 års draft (Denis Parshin) den 8 mars 2004.
Liffiton signerade ett entry level-kontrakt med Rangers den 29 juli 2004 och började sin proffskarriär med Rangers ECHL-samarbetspartner Charlotte Checkers, innan han flyttade upp till AHL och Hartford Wolf Pack för majoriteten av säsongen 2004-05. I säsongen 2005-06 fortsatte han att i första hand spela med Hartford och hade näst flest utvisningsminuter i laget med 169 minuter på botbänken. Mot slutet av säsongen drabbades Rangers av skadeproblem på backsidan och Liffiton gjorde sin NHL-debut mot rivalerna New York Islanders, registrerade två utvisningsminuter i ett 3-2 nederlag den 11 april 2006.
Han spelade ytterligare två matcher med Rangers säsongen 2006-07 och registrerade sitt första NHL-slagsmål, mot Boston Bruins Jeremy Reich men förblev återigen förankrad som fysisk kraft i Wolf Pack och samlade ihop 189 utvisningsminuter på 72 matcher. I sin fjärde säsong i Rangers organisation var Liffiton var begränsad till endast 21 matcher med Wolf Pack på grund av symptom från en hjärnskakning som höll honom borta från spel under en stor del av året.
Den 4 november 2008 skrev Liffiton som free agent på ett ettårskontrakt med danska Esbjerg fB. Efter säsongen avslutade han sin europeiska sejour och återvände den 13 juli 2009 till Nordamerika och tecknade ett ettårigt avtal med Syracuse Crunch i American Hockey League. Liffiton blev inbjuden till Syracuses NHL-samarbetspartner Columbus Blue Jackets, träningsläger för säsongen 2009-10 och tecknades till ett ettårskontrakt med Blue Jackets innan han åter tilldelades Crunch den 29 september 2009. Liffiton tillbringade hela året i Crunch, och spelade ihop, ett karriärsbästa, 5 mål, 15 assist och 20 poäng i ett Crunch som misslyckades med att kvalificera sig för Calder Cup-slutspel.
Som free agent återvände Liffiton till sitt ursprungliga draftlag i Colorado Avalanche och undertecknade ett ettårskontrakt den 2 juli 2010. Han blev under försäsongen  2010-11 nedflyttad till Avalanches AHL-lag Lake Erie Monsters den 23 september 2010. Hans första NHL-mål gjordes den 30 oktober 2010 på Steve Mason i Columbus Blue Jackets. Med skadecombacken av Adam Foote fick Liffiton återvända till Monsters efter fyra matcher med Avalanche innan han drabbades av skada som höll honom borta för resten av säsongen.
Efter sin andra säsong som kapten i Lake Erie Monsters lämnade Liffiton klubben och skrev som free agent på ett ettårigt avtal med den nyligen uppflyttade klubben Hockey Milano Rossoblu i italienska Serie A den 11 september 2012. Före säsongen 2013-14 säsongen förblev Liffiton i Europa och enades den 26 augusti 2013 om en try-out med Färjestad BK. Provspelet resulterade dock inte i något kontrakt, och Liffiton skrev den 26 november 2013 på för Malmö Redhawks i Hockeyallsvenskan. Kontraktet förlängdes den 27 maj 2014 med ett år till.